# مثبت رأسي

المثبت الرأسي هو السطح الرأسي الثابت للذيل الذيل

المثبت الرأسي أو الموازن  الرأسي (vertical stabilizer) أو زعنفة الذيل (tail fin) هو الجزء الثابت من الذيل العمودي للطائرة. يتم تطبيق المصطلح بشكل شائع على تجميع كل من هذا السطح الثابت وواحد أو أكثر من الدفات المتحركة المعلقة به. يتمثل دورهم في توفير التحكم والاستقرار والتقليم في الانحراف (المعروف أيضًا باسم الاستقرار الاتجاهي أو ثبات الطقس). وهو جزء من مجموعة ذيل الطائرة، وتحديداً من مثبتاتها.
يُركب الذيل العمودي عادةً على الجزء العلوي من جسم الطائرة الخلفي، مع مثبتات أفقية مثبتة على جانب جسم الطائرة، يُطلق على التكوين اسم «الذيل التقليدي» (conventional tail). تُستخدم أحيانًا تكوينات أخرى، مثل ذيل على شكل T أو ذيل مزدوج، بدلاً من ذلك.
تم استخدام المثبتات الرأسية من حين لآخر في رياضة السيارات، على سبيل المثال في سباقات لو مان بروتوتايب.

## دور

### مبدأ

أسطح التحكم في ذيل طائرة تقليدية

يتكون الذيل العمودي للطائرة عادة من موازن رأسي ثابت أو زعنفة مثبتة عليها دفة متحركة. قد يتم تثبيت سُطَيح تعديل الموازَنة (trim tab) بالمثل على الدفة. يتمثل دورهم معًا في تمكين القطع في اتجاه الانعراج (تعويض اللحظات في الانحراف الناتج عن أي عدم تناسق في الدفع أو السحب)، وتمكين التحكم في الطائرة في الانعراج (على سبيل المثال، لبدء الانزلاق الجانبي أثناء هبوط الرياح المتقاطعة)، مثل فضلا عن توفير الاستقرار في الانحراف (الريشة أو الاستقرار الاتجاهي).
كلما زاد موقعه بعيدًا عن مركز الثقل، زادت فعالية الذيل العمودي. وبالتالي، فإن الطائرات الأقصر تتميز عادةً بذيول عمودية أكبر؛ على سبيل المثال، الذيل العمودي لطائرة إيرباص إيه 318 القصيرة أكبر من ذيلها الأطول في عائلة إيرباص إيه 320.
تعتمد فعالية الذيل العمودي على كفاءته ومعامل حجم الذيل العمودي (وتسمى أيضًا نسبة الحجم)، والتي لا تجعل مساحتها وذراعها أبعادًا لأبعاد الجناح الرئيسي:
{\displaystyle V_{\text{v}}={\frac {S_{\text{v}}L_{\text{tail-CG}}}{S_{\text{w}}L_{\text{w}}}}}
(حيث يقف المؤشران v و w للذيل العمودي والجناح على التوالي، فإن S تعني المنطقة، و L_w هي عادةً الوتر الديناميكي الهوائي المتوسط). تختلف قيم معامل الذيل العمودي بشكل طفيف من طائرة إلى نوع آخر من الطائرات، وتتراوح القيم القصوى من 0.02 (طائرة شراعية) إلى 0.09 (نقل طائرة نفاثة).
كفاءة الذيل هي نسبة الضغط الديناميكي عند الذيل إلى الضغط في التدفق الحر. يتمتع الذيل بقدرته القصوى عند الانغماس في التيار الحر بكفاءة واحدة. عندما تنغمس جزئيًا في أعقاب، تقل فعاليتها لأن ضغطها الديناميكي أقل من التدفق الحر. قد يلزم زيادة ارتفاع الزعنفة لاستعادة فعاليتها المطلوبة في ظروف طيران معينة. كان لدى بانفيا تورنادو زعنفة طويلة لاستقرار الاتجاه عند زوايا سقوط عالية.

### hgتقليم والتحكم في الانعراج
الدفة عبارة عن سطح تحكم اتجاهي وعادة ما يتم تعليقها على الزعنفة أو المثبت الرأسي. يسمح تحريكه للطيار بالتحكم في الانعراج حول المحور الرأسي، أي تغيير الاتجاه الأفقي الذي يشير إليه الأنف.
عادة ما يتم التحكم في الحد الأقصى لانحراف الدفة بواسطة محدد تنقل الدفة (Rudder travel limiter). أكبر زاوية يمكن تحقيقها للدفة في حالة طيران معينة تسمى حد التصريف (blowdown limit). إنه يمثل توازنًا بين القوى الديناميكية الهوائية على الدفة والقوى الميكانيكية من آلية التشغيل.
تمتلك الطائرات متعددة المحركات، وخاصة تلك ذات المحركات المثبتة على الأجنحة، دفات كبيرة قوية. يجب أن توفر تحكمًا كافيًا بعد تعطل المحرك عند الإقلاع بأقصى وزن وحد أقصى للرياح وقدرة الرياح المتقاطعة عند الإقلاع والهبوط العاديين.
بالنسبة لتدريج الطائرة وأثناء بداية الإقلاع، يتم توجيه الطائرات من خلال مجموعة من مدخلات الدفة بالإضافة إلى تدوير العجلة أو العجلة الخلفية. في السرعات البطيئة، تتمتع عجلة الأنف أو العجلة الخلفية بأكبر قدر من التحكم، ولكن مع زيادة السرعة، تزداد التأثيرات الديناميكية الهوائية للدفة، مما يجعل الدفة أكثر وأكثر أهمية للتحكم في الانحراف. في بعض الطائرات (الطائرات الصغيرة بشكل أساسي) يتم التحكم في هاتين الآليتين بواسطة دواسات الدفة، لذلك لا يوجد فرق بين الطيار. في الطائرات الأخرى، يوجد ذراع مقود خاص يتحكم في توجيه العجلة والدواسات تتحكم في الدفة، وكمية محدودة من توجيه العجلة (عادةً 5 درجات من توجيه عجلة الأنف). بالنسبة لهذه الطائرات، يتوقف الطيارون عن استخدام ذراع المقود بعد الاصطفاف مع المدرج قبل الإقلاع، ويبدأون في استخدامه بعد الهبوط قبل إيقاف المدرج، لمنع التصحيح الزائد باستخدام الذراع مقود الحساس بسرعات عالية. يمكن أيضًا استخدام الدواسات لإجراء تصحيحات صغيرة أثناء السير في خط مستقيم، أو القيادة داخل أو خارج المنعطف، قبل تطبيق ذراع المقود، للحفاظ على الانعطاف سلسًا. 
مع وجود عناصر التحكم في الوضع المحايد، قد تظل الطائرة تنحرف بلطف إلى جانب واحد. يتم تصحيح ذلك من خلال إعداد سطح القطع، وغالبًا ما يكون سُطَيح تعديل الموازَنة (trim tab) منفصلة مثبتة على الدفة ولكن في بعض الأحيان الدفة نفسها، لمقاومة الانحراف والتأكد من أن الطائرة تطير في خط مستقيم. 

يؤدي تغيير إعداد سُطَيح تعديل الموازَنة (trim tab) إلى ضبط الوضع المحايد أو وضع الراحة لسطح التحكم (مثل الرافع أو الدفة). نظرًا لأن الموضع المطلوب لسطح التحكم يتغير (يتوافق بشكل أساسي مع السرعات المختلفة)، فإن سُطَيح التعديل القابل للضبط تسمح للمشغل بتقليل القوة اليدوية المطلوبة للحفاظ على هذا الوضع - إلى الصفر، إذا تم استخدامها بشكل صحيح. وبالتالي فإن سُطَيح التعديل تعمل بمثابة سطح موازن مؤازر. نظرًا لأن مركز ضغط سُطَيح تعديل الموازَنة (trim tab) يكون بعيدًا عن محور دوران سطح التحكم عن مركز ضغط سطح التحكم، فإن الحركة الناتجة عن سُطَيح تعديل يمكن أن تتطابق مع الحركة الناتجة عن سطح التحكم. سيتغير موضع سطح التحكم على محوره حتى يتوازن عزم الدوران من سطح التحكم وسطح القطع مع بعضهما البعض. 

حركة بسبب استخدام الدفة
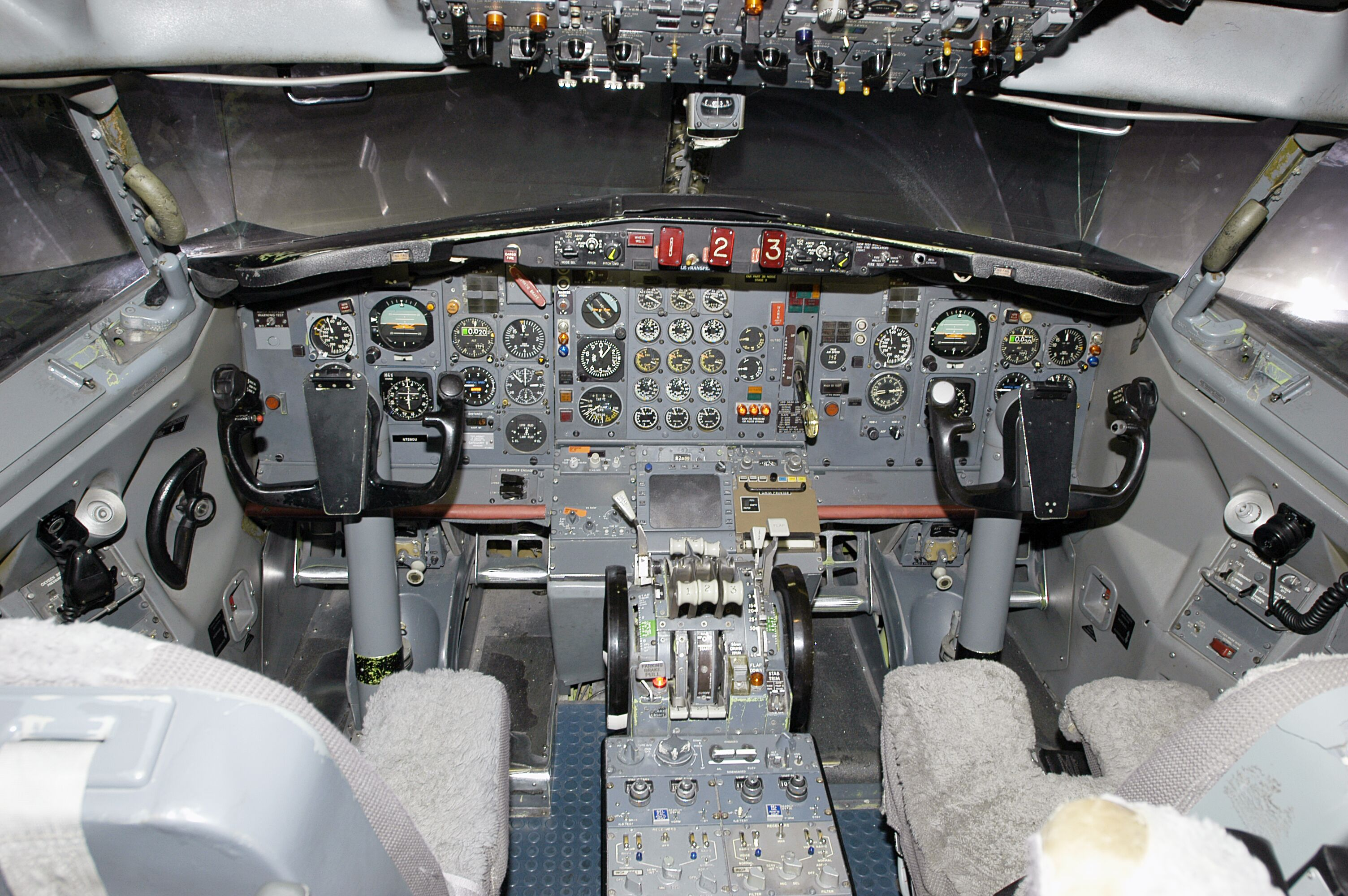
يتم التحكم في الدفة من خلال دواسات الدفة في الجزء الخلفي السفلي من المقود في هذه الصورة لقمرة قيادة بوينغ 727.
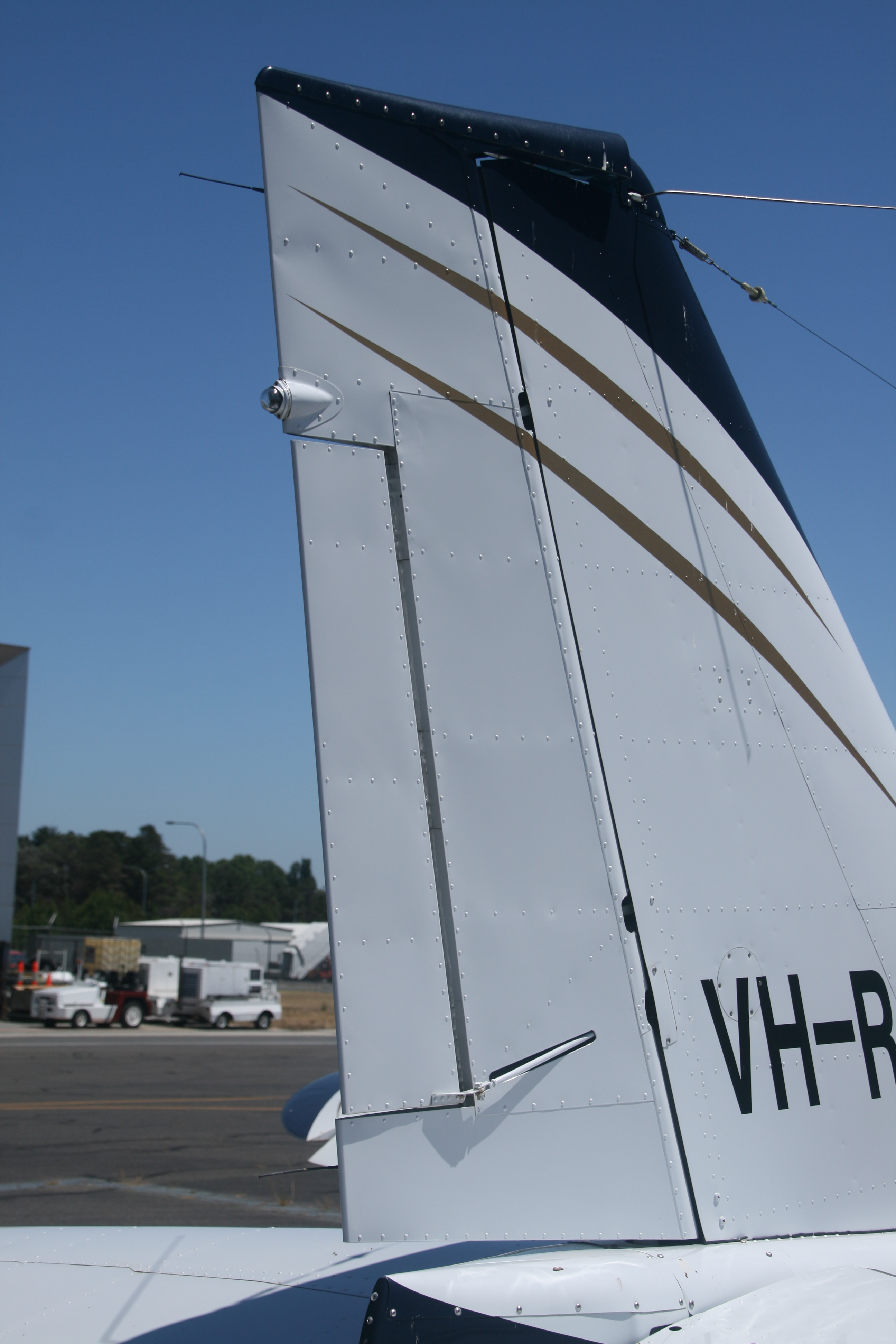
الدفة والمقلم على طائرة خفيفة
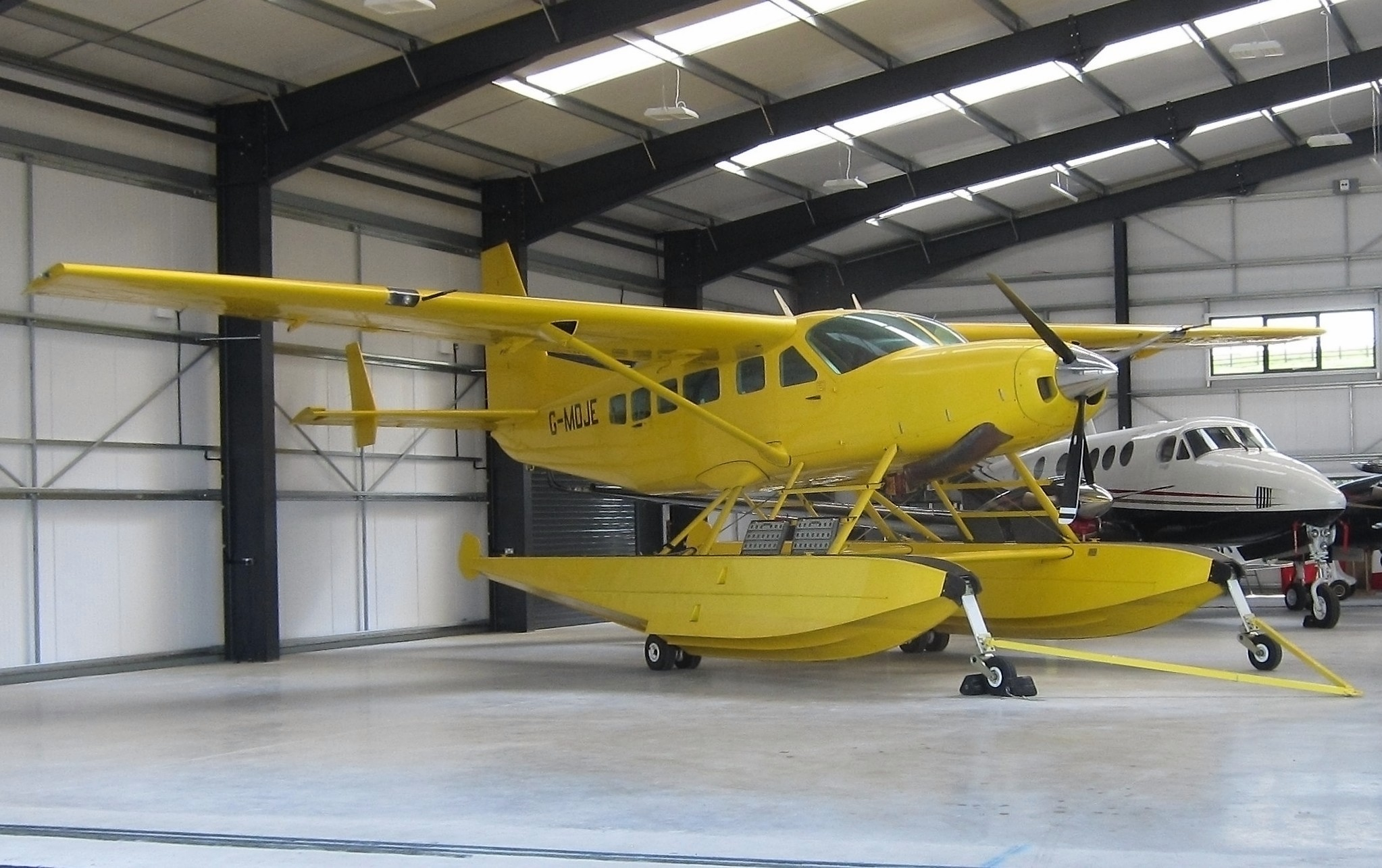
الدفات المائية على هذه الطائرة العائمة سيسنا 208 كارافان هي الأسطح الرأسية الصغيرة على الطرف الخلفي لكل عوامة. يتم التحكم في إعدادهم من قمرة القيادة.

### استقرار ياو
يلعب الذيل العمودي دورًا حاسمًا في استقرار الانعراج، حيث يوفر معظم لحظة الاستعادة المطلوبة حول مركز الجاذبية عندما تنزلق الطائرة. عادةً ما يتم قياس ثبات الانعراج باستخدام مشتق معامل العزم فيما يتعلق بزاوية الانعراج.
غالبًا ما يتأثر تدفق الهواء فوق الذيل العمودي بجسم الطائرة وأجنحتها ومحركاتها، من حيث الحجم والاتجاه. يمكن للجناح الرئيسي والمثبت الأفقي، إذا تم اكتساحه بشدة، أن يساهموا بشكل كبير في استقرار الانعراج؛ تميل الأجنحة المقلوبة للخلف إلى زيادة ثبات الانعراج. ومع ذلك، فإن اكتساح الجناح والذيل الأفقي للطائرة التقليدية لا يؤثر على تقليم الطائرة في الانعراج.
يمكن أيضًا أن يكون لثنائي السطوح في الجناح الرئيسي والذيل الأفقي تأثير ضئيل على ثبات الانعراج الساكن. هذا التأثير معقد ويقترن بتأثير اكتساح الجناح وتدفقه حول جسم الطائرة.
المراوح، خاصة عندما تتقدم بحيث يصنع محورها زاوية لسرعة التدفق الحر، يمكن أن تؤثر على الاستقرار الثابت للطائرة في الانحراف.

### اقتران مع لفة
يؤثر الذيل العمودي على سلوك الطائرة المتدحرجة، نظرًا لأن مركزها الديناميكي الهوائي يقع عادةً فوق مركز ثقل الطائرة. عندما تنزلق الطائرة إلى اليمين، تتحول الرياح النسبية والقوة الجانبية على الذيل العمودي إلى لحظة معاكسة لاتجاه عقارب الساعة.

### رحلة أسرع من الصوت
في الرحلة الأسرع من الصوت، يصبح الذيل العمودي أقل فاعلية بشكل تدريجي مع زيادة عدد الماخ حتى يصبح فقدان الاستقرار غير مقبول. يتم تقليل الثبات لأن قوة الرفع، أو القوة الجانبية، الناتجة عن الذيل تتناقص مع السرعة لكل درجة من زاوية الانزلاق الجانبي (منحدر منحنى الرفع). ينتج هذا عن توزيع الضغط المختلف للغاية، مع موجات الصدمة وموجات التمدد، مقارنةً بالموجات دون الصوتية. لتحقيق الاستقرار المطلوب عند أقصى سرعة تشغيل للطائرة، يمكن تكبير الذيل العمودي، كما هو الحال في نورث أمريكان إف-100 سوبر سابر (تم التقليل من أهمية متطلبات منطقة الزعانف الأولية). يمكن إضافة مساحة إضافية عن طريق تثبيت زعانف بطنية (على سبيل المثال في الإصدارات عالية السرعة، والإصدارات الأحدث من Vought F-8 Crusader)، أو رؤوس الأجنحة القابلة للطي (مثل نورث أمريكان إكس بي-70 فالكيري). إذا كان الذيل الأكبر غير مقبول، فيمكن استخدام انحرافات الدفة الأوتوماتيكية لزيادة قوة جانب الذيل واستعادة استقرار الاتجاه. تم استخدام هذه الطريقة على أفرو آرو.

### مماطلة الذيل العمودي

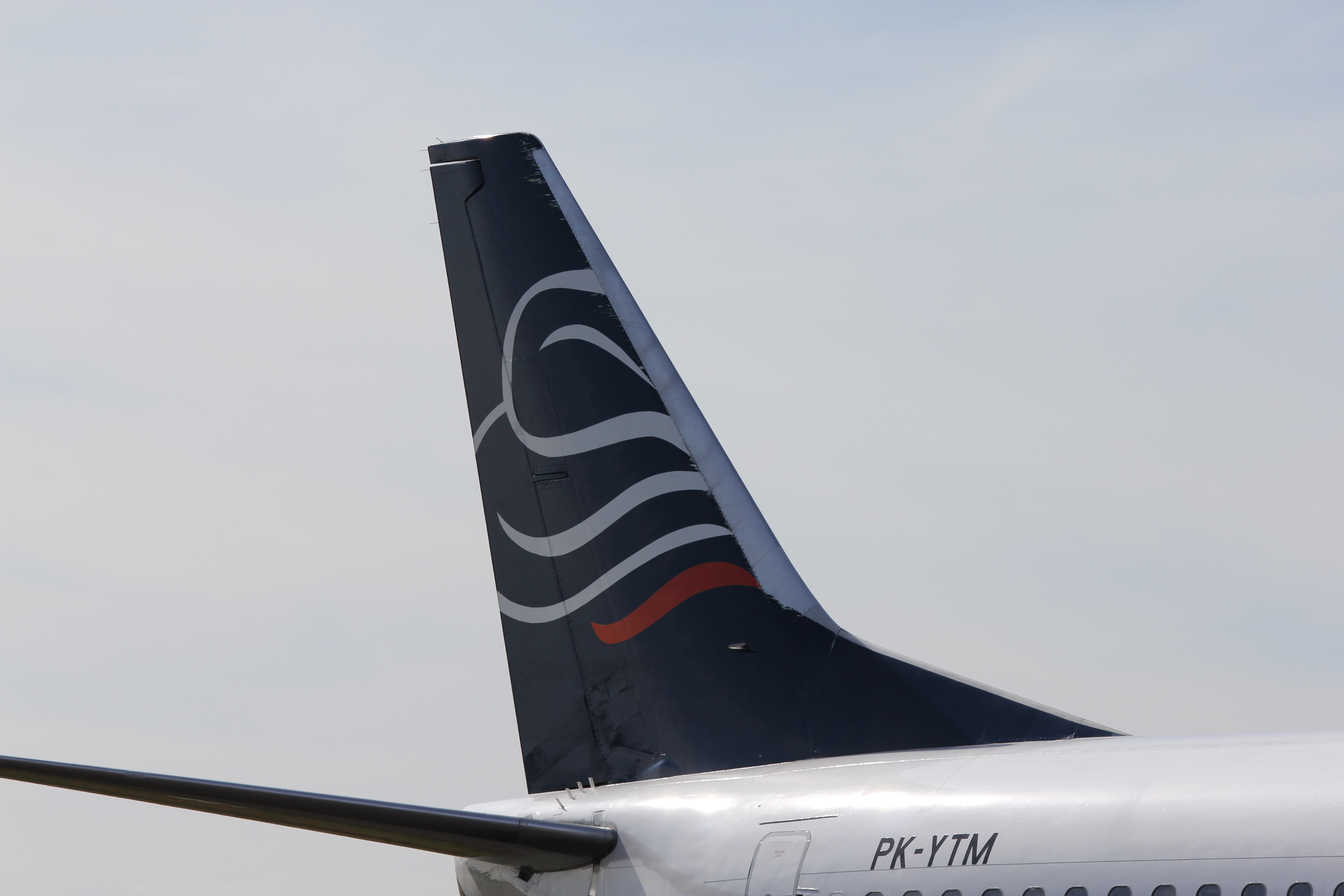
الزعنفة الظهرية مرئية عند قاعدة الذيل العمودي لطائرة بوينغ 737-300

يتميز الذيل العمودي أحيانًا بشريحة أو زعنفة ظهرية في قاعدته الأمامية، مما يساعد على زيادة زاوية المماطلة للسطح العمودي (مما يؤدي إلى رفع الدوامة)، وبهذه الطريقة يمنع ظاهرة تسمى قفل الدفة أو انعكاس الدفة. يحدث قفل الدفة عندما تنعكس القوة الواقعة على الدفة المنحرفة (على سبيل المثال في انزلاق جانبي ثابت) فجأة مع توقف الذيل الرأسي. قد يترك هذا الدفة عالقة عند الانحراف الكامل مع عدم قدرة الطيار على إعادة توسيطها. تم إدخال الزعنفة الظهرية في الأربعينيات من القرن الماضي، على سبيل المثال في طائرة دوغلاس دي سي 4 عام 1942، والتي سبقت شرائط الجناح للطائرة المقاتلة التي تم تطويرها في السبعينيات، مثل إف-16.

### الاعتبارات الهيكلية
تخضع كل من الدفة والزعنفة في طائرة كبيرة أو سريعة لقوة كبيرة تزداد مع انحراف الدفة. تحدث الحالة القصوى مع الخروج عن الطيران المتحكم فيه، والمعروف باسم الانزعاج، والذي يكون في سياق الزعنفة والدفة هو الانزلاق الجانبي المفرط. بالنسبة لطائرات النقل الكبيرة، تأتي لحظة الاستقرار اللازمة للتعافي من الزعنفة مع قليل من الحاجة لانحراف الدفة. لا تتطلب هذه الطائرات تحمل انحرافات الدفة شبه الكاملة في هذه الظروف لأن الوزن الهيكلي المطلوب لمنع الفشل الهيكلي سيجعلها غير مجدية تجاريًا. حدثت خسارة كاملة للزعنفة والدفة في رحلة الخطوط الجوية الأمريكية رقم 587 عندما استخدم الطيارون انحرافات الدفة الكاملة أثناء تتبعهم في أعقاب طائرة كبيرة جدًا.
تسبب اضطراب الهواء الصافي في فشل مجموعة الزعانف والدفة الكاملة على طائرة بوينغ بي-52 ستراتوفورتريس، وبعد ذلك قام الطيارون بهبوط ناجح. سجلت قاذفات بي-52 المعدة لأحمال العاصفة والمناورة هبوبًا من الاضطرابات الجوية الصافية أكثر بكثير من حد التصميم مع حمولات أعلى عند 34000 قدم.
حدث فشل زعنفة النموذج الأولي لـ إنغلش إلكتريك لايتنينغ نموذج T4 بسبب اقتران لفة بالقصور الذاتي أثناء عمل لفات عالية السرعة. تم تكبير الزعنفة وتقويتها وفرض قيود معدل الدوران. ومع ذلك، فقد تعرض نموذج T5 الأول أيضًا لفشل في الزعانف أثناء إجراء تجارب سريعة متدحرجة مع حزمة صاروخ ممتدة.
فقدت لايتنينغ زعنفتها بسبب التفاعل بين الطائرات على مسافة قريبة عند مستوى منخفض عند الطيران في تشكيل (M 0.97)، وهو روتين عرض الأكروبات. تم فرض قيود بما في ذلك الفصل بين الطائرات عند التشكيل.

تعتبر عملية تقليب الزعانف مشكلة بالغة الأهمية للطائرات المقاتلة ذات الزعانف المزدوجة أو المفردة لأن عمر إجهاد هيكل الزعنفة ينخفض بسبب الأحمال المتقلبة التي تسببها الدوامات المتفجرة التي تصطدم بالزعنفة. تتعرض الزعنفة المفردة في يوروفايتر تايفون لأحمال البوفيه الناتجة عن الدوامات المتفجرة التي تنشأ من الحواف الأمامية والجناح في زوايا عالية للهجوم. عند انحراف جوانب المكابح الهوائية العلوية، فإنها تسقط أيضًا الدوامات التي تصطدم بالزعنفة بعد انفجارها. يكون التلميع من المكابح الجوية الممتدة في أعلى مستوياته عندما تكون زاوية الهجوم الفعالة للمكابح الجوية هي الأكبر، والتي تكون أكبر عند زاوية الهجوم المنخفضة للطائرة وأقلها عند المناورة بالنسبة للفرملة الجوية الممتدة بالكامل. تخضع زعانف ماكدونيل دوغلاس إف / إيه 18 هورنت المزدوجة للتلف من انهيار أو انفجار دوامة (LEX) أمام الذيل. إن إضافة سياج (LEX) يقلل بشكل كبير من التقصف ويزيد من عمر إجهاد الزعانف.

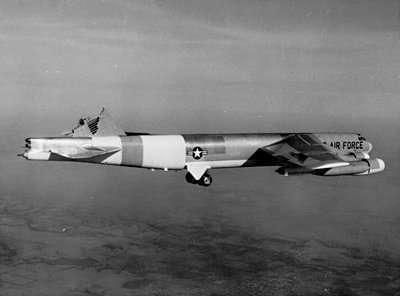
تم تجهيز B-52H (AF Ser. No. 61-0023) لقياس أحمال العواصف لفحص الأعطال الهيكلية، ولا تزال تحلق بعد أن فقدت المثبت العمودي في اضطراب شديد في 10 يناير 1964. وهبطت الطائرة بسلام.
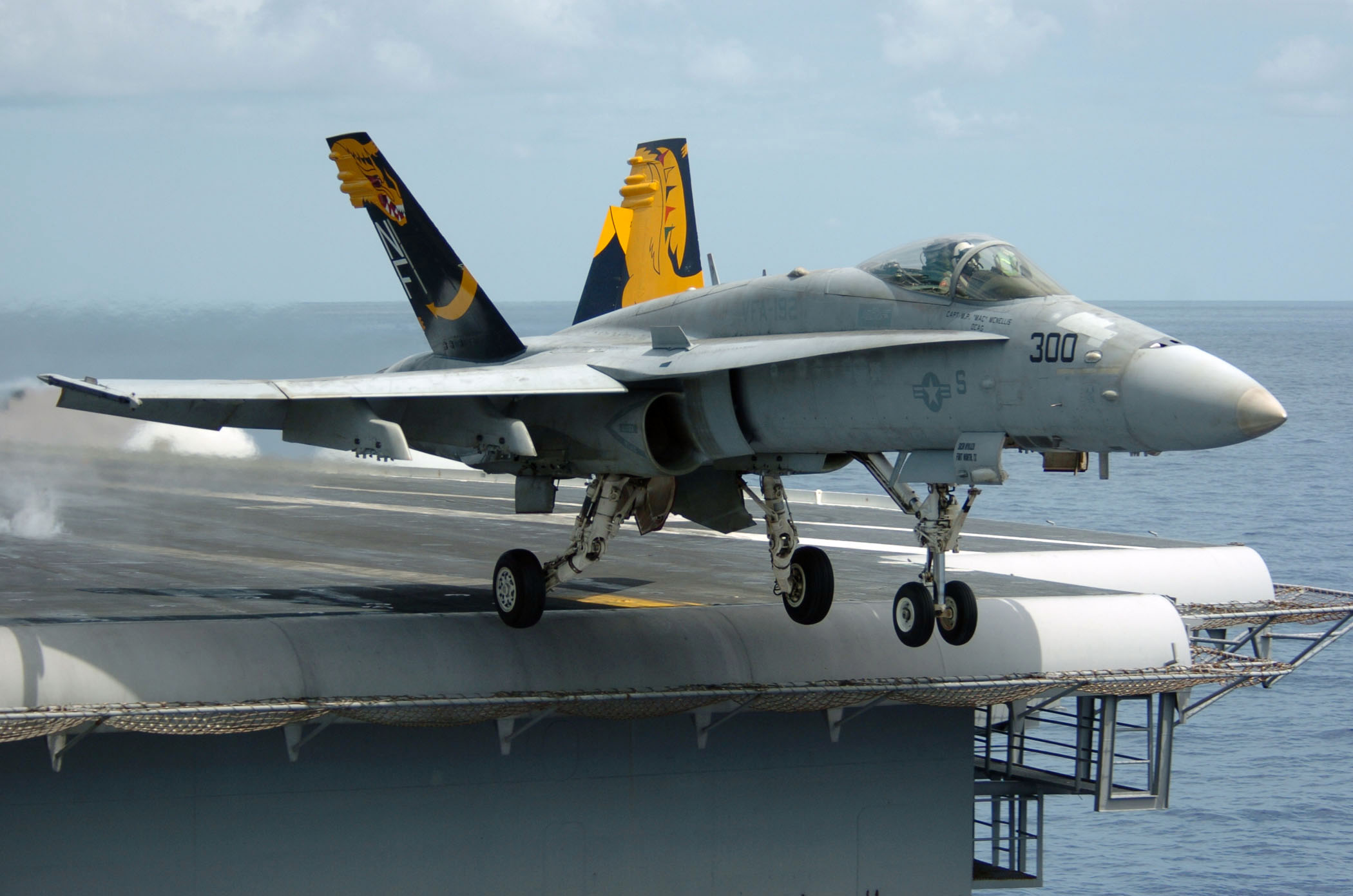
F / A-18C تظهر سياج (LEX) مما يقلل من تقصف الزعانف
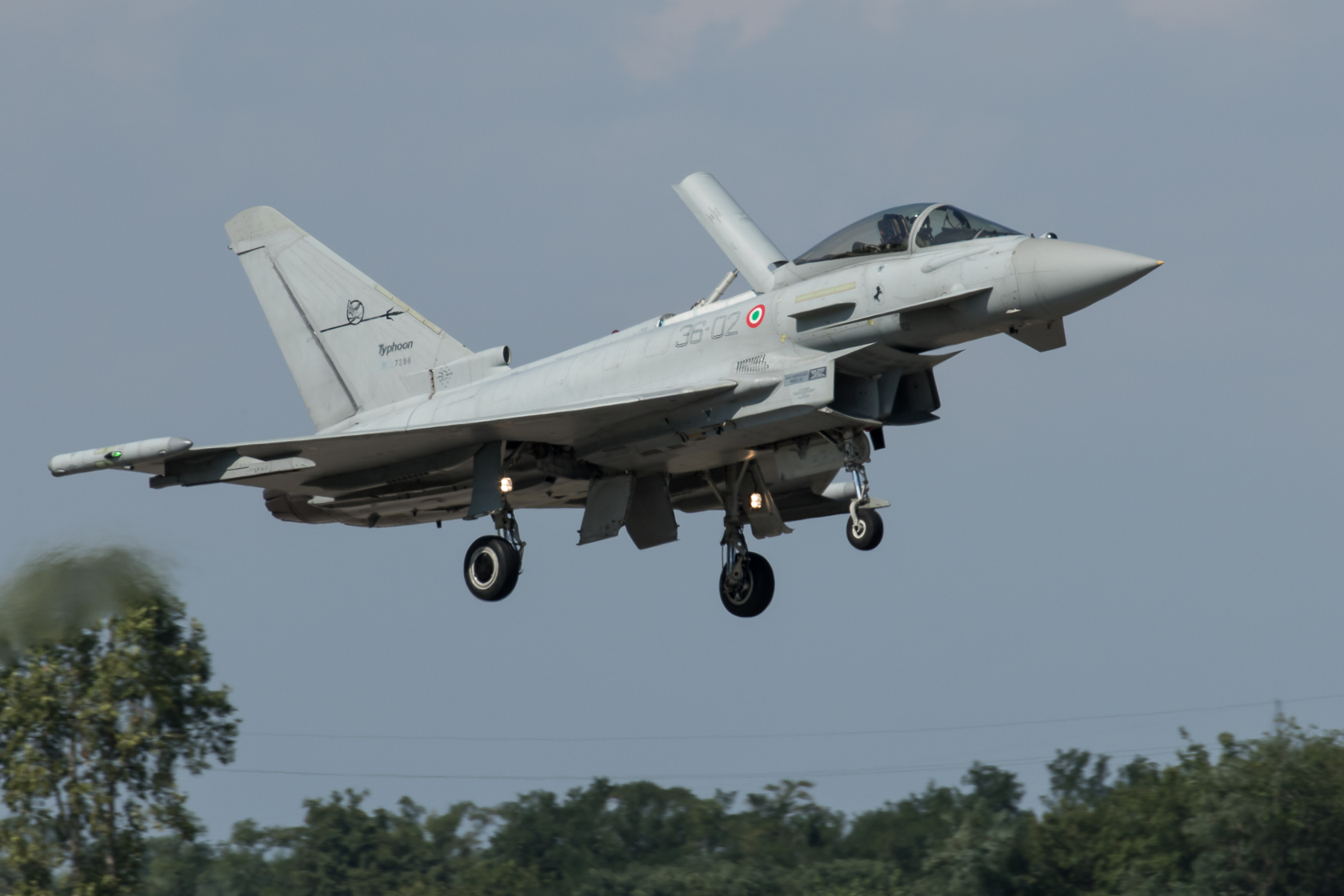
إعصار يظهر فرملة هوائية ممتدة تسبب بوفيه زعنفة كبير

## التكوينات

### تتحرك زعنفة الذيل

نورث أمريكان إكس-15 تظهر الدفات الوترية الكاملة على المثبتات الظهرية والبطنية الثابتة

الطائرات المزودة بزعانف متحركة بالكامل، ولكنها لم تدخل الخدمة، كانت طائرات نورث أمريكانا أف-107 و BAC TSR-2
استخدمت لوكهيد إس آر-71 بلاك بيرد ونورث أمريكان إكس-15 دعامات ثابتة للزعانف والدفات للارتفاع المتبقي. كانت الدفات التقليدية غير كافية لـ إس آر-71 لأن الانحرافات المفرطة كانت مطلوبة لحالة خروج المحرك مما تسبب في سحب غير مقبول للقطع. تُظهر التكوينات المبكرة المقدمة لـ X-15 زعنفة تقليدية ثابتة ودفة زائدة وزعنفة بطنية. تم تغيير هذا إلى الزعانف الظهرية والبطنية مع كل من النصف الخارجي بمثابة الدفة.

### ذيل متعدد الزعانف
الطائرات ذات الذيل المزدوج لها اثنين من المثبتات الرأسية. تستخدم العديد من الطائرات المقاتلة الحديثة هذا التكوين. يمكن استخدام الدفات المزدوجة في تكوين التروس لأسفل لمزيد من التحكم الطولي مع مقدمة أو توهج (ماكدونل دوغلاس إف/إيه-18 هورنت). تُستخدم الدفات المزدوجة أيضًا ككبح هوائي كما في حالة لوكهيد مارتن إف-22 رابتور التي تستخدم الدفة التفاضلية، جنبًا إلى جنب مع انحرافات سطح التحكم الأخرى، للتحكم في السرعة حيث لا تحتوي على مكابح هوائية مخصصة.
قد يكون الذيل المزدوج إما على شكل حرف H، أو هيكل مزدوج / دفة متصل بجسم واحد، مثل قاذفة متوسطة من طراز نورث أمريكانا بي-25 ميتشل أو أفرو لانكاستر، أو ذراع مزدوج حيث يتكون هيكل الطائرة الخلفي من هيكلين منفصلين لذراع الرافعة مع زعنفة واحدة ودفة متصلة بمثبت أفقي، مثل نورث أمريكانا روكويل OV-10 برونكو أو آرمسترونغ ويتوورث إيه دبليو.660 أرغوسي للنقل.
تباين في الذيل المزدوج، يحتوي الذيل الثلاثي على ثلاثة مثبتات رأسية. تم منح الزعنفة الثالثة لحقبة الحرب العالمية الثانية أفرو مانشستر عندما ثبت أن الزعنفة المزدوجة الأصلية غير كافية. استخدمت كوكبة لوكهيد ثلاث زعانف لمنح الطائرة منطقة التثبيت العمودي المطلوبة مع الحفاظ في نفس الوقت على الارتفاع الكلي منخفضًا بدرجة كافية بحيث يمكن وضعها في حظائر للصيانة.
لا يحتوي الذيل على شكل V على مثبتات رأسية أو أفقية مميزة. بدلاً من ذلك، يتم دمجها في أسطح تحكم تُعرف باسم الدفة التي تتحكم في كل من الانحراف والانعراج. الترتيب يشبه الحرف V، ويُعرف أيضًا باسم «ذيل الفراشة» ("butterfly tail"). يستخدم بيتشكرافت بونانزا موديل 35 هذا التكوين، كما هو الحال مع لوكهيد إف - 117 نايت هوك، نورثروب واي إف-23.

الأجنحة الموجودة على تكوين دافع الكانارد روتان فاريزي وروتان لونغيزي، تعمل كجهاز طرف الجناح ومثبت عمودي. العديد من المشتقات الأخرى لهذه الطائرات وغيرها من الطائرات المماثلة تستخدم عنصر التصميم هذا.

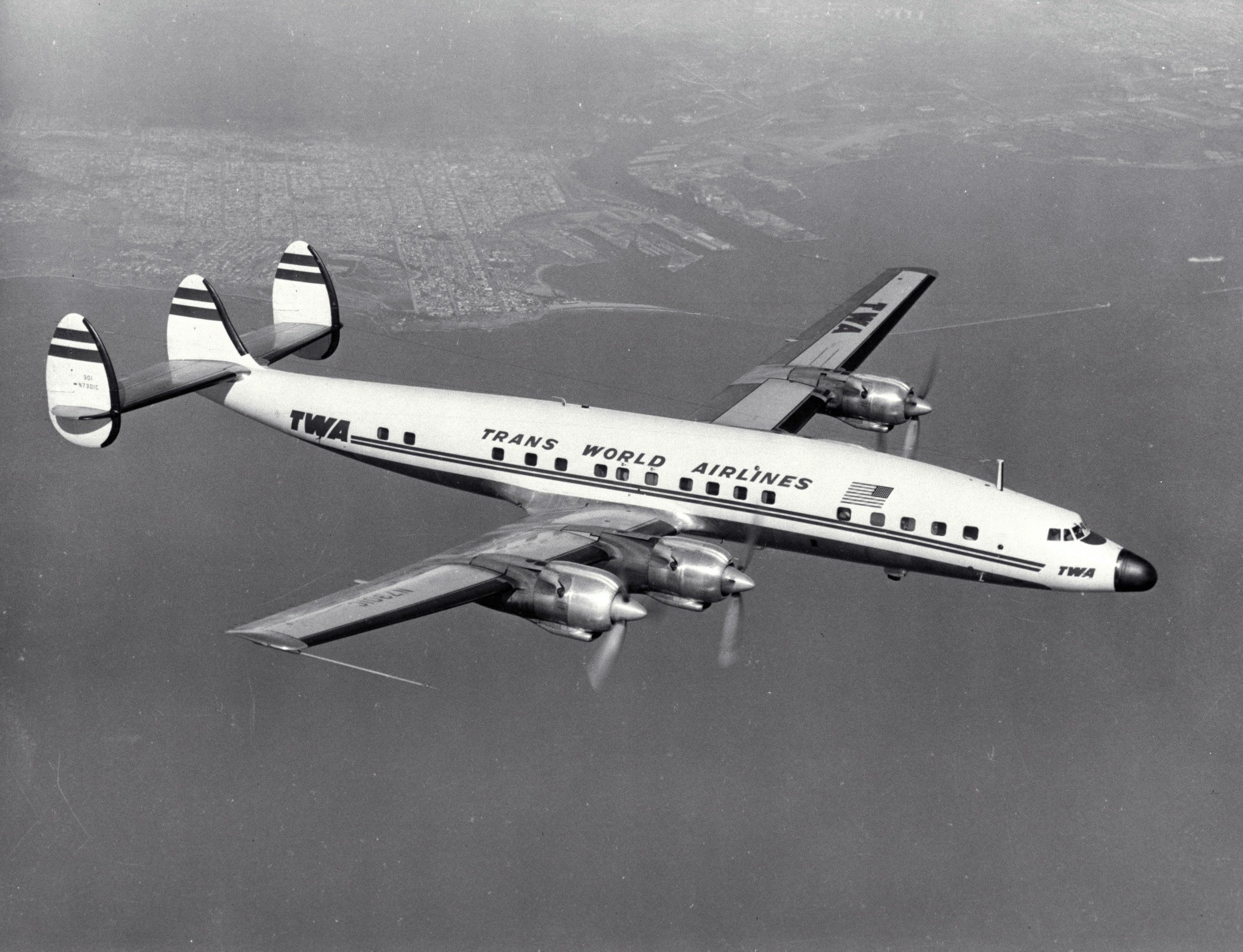
لوكهيد كونستليشن ثلاثية الذيل
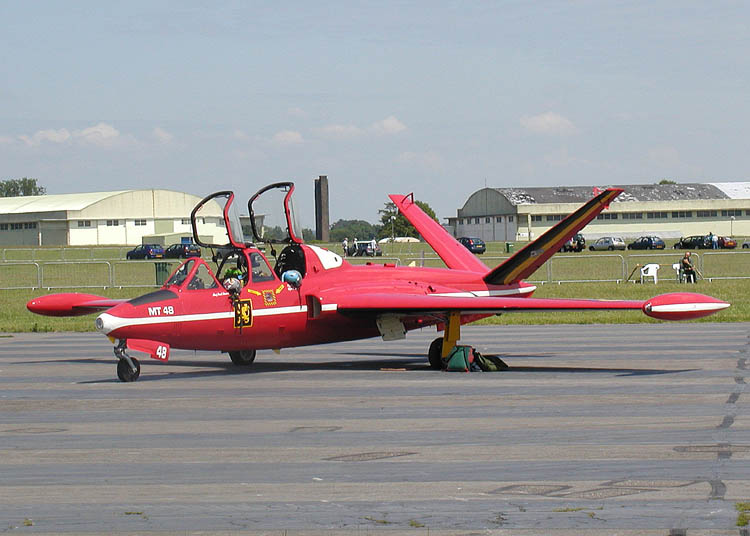
الذيل على شكل حرف V لطائرة فوقا بلجيكية من طراز CM.170 Magister
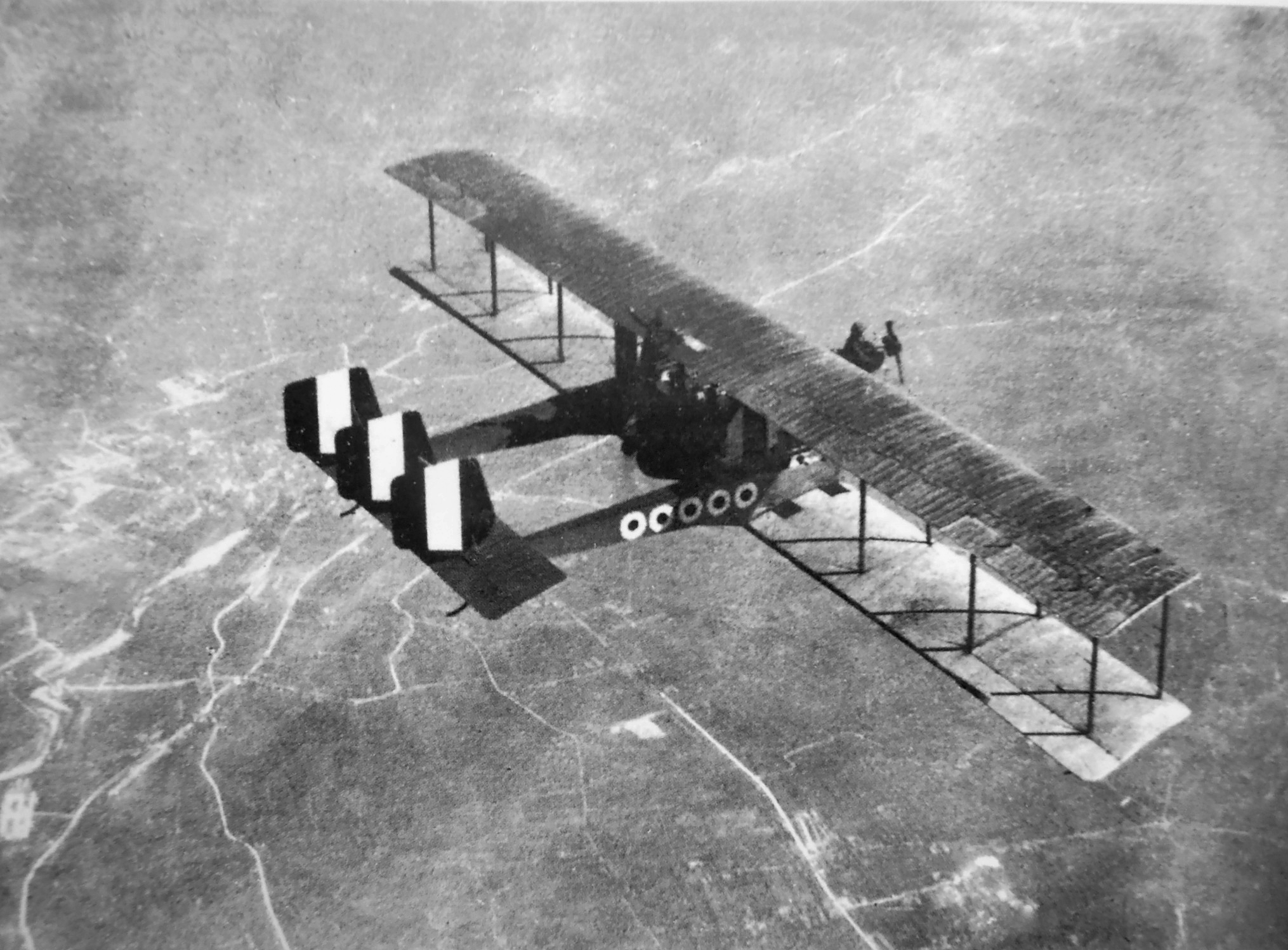
كان كابروني كا.3 عبارة عن ذراع مزدوج وذيل ثلاثي
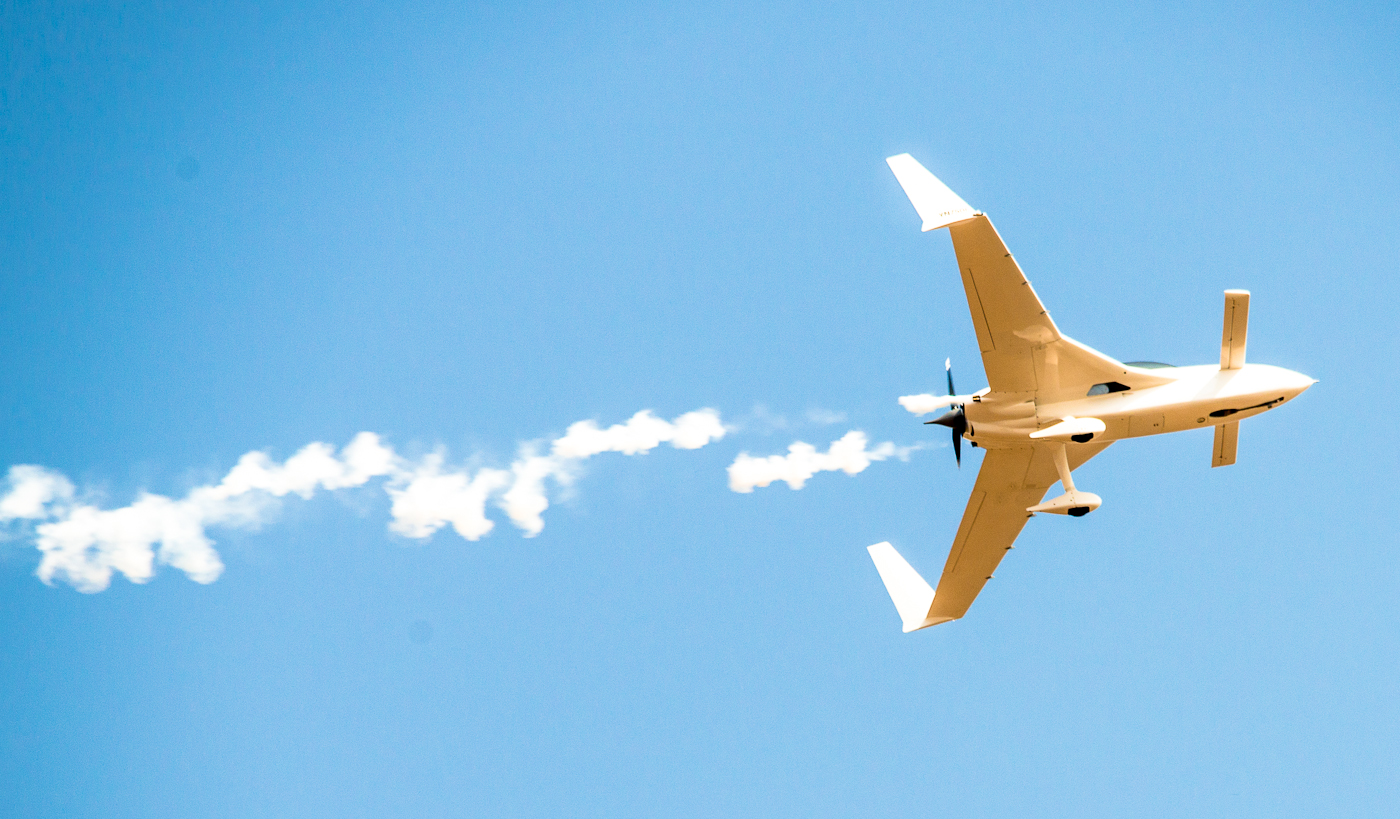
روتان لونغ إيزي

### محور الذيل

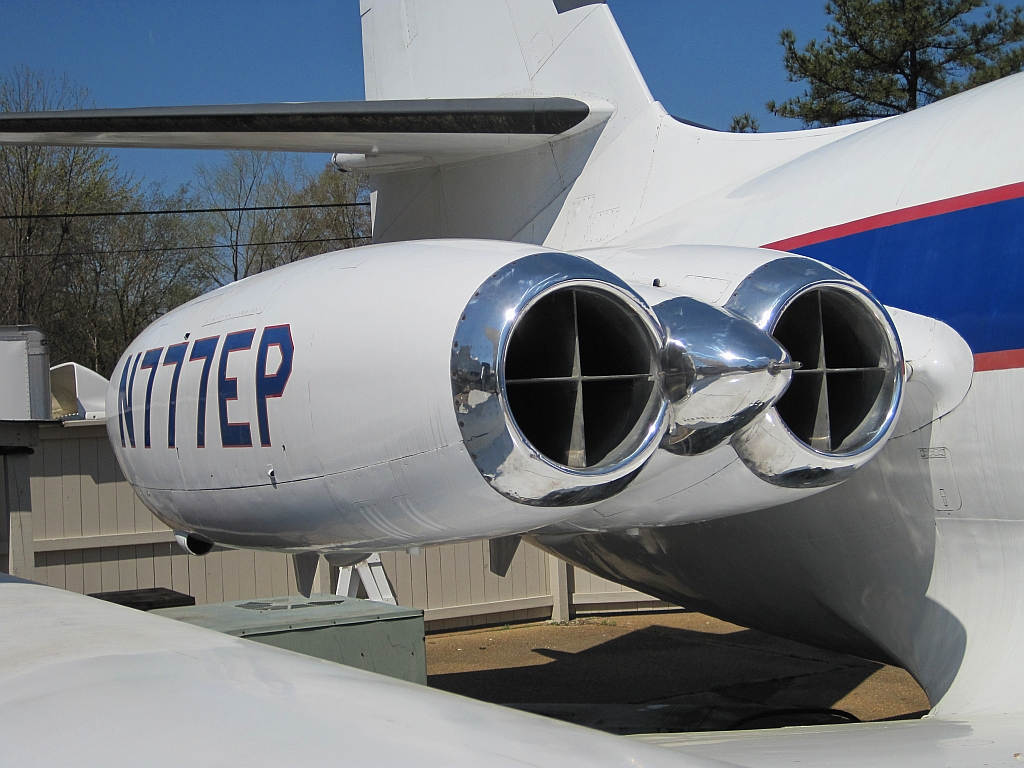
لوكهيد جيت ستار. يمكن رؤية الدليل على زعنفة التمحور في الخط المائل أسفل المثبت الأفقي

تم استخدام تصميم صليبي غير عادي في لوكهيد جيت ستار بالنسبة للقطع الطولي، تتمحور مجموعة الذيل بالكامل لأعلى ولأسفل خلال 10 درجات حول نقطة ربط في أسفل الصاري الخلفي للزعنفة.

### قابلة للطي للتخزين

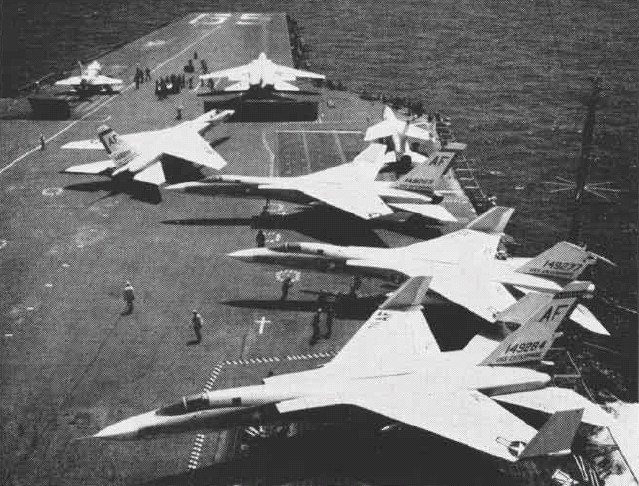
نورث أمريكان ايه-5 فيجيلانت، واحدة ذات زعنفة مطوية

يطوي الجزء العلوي من الزعنفة الرأسية في نورث أمريكان ايه-5 فيجيلانت إلى الجانب بسبب قيود ارتفاع سطح الحظيرة.

## استخدام السيارات

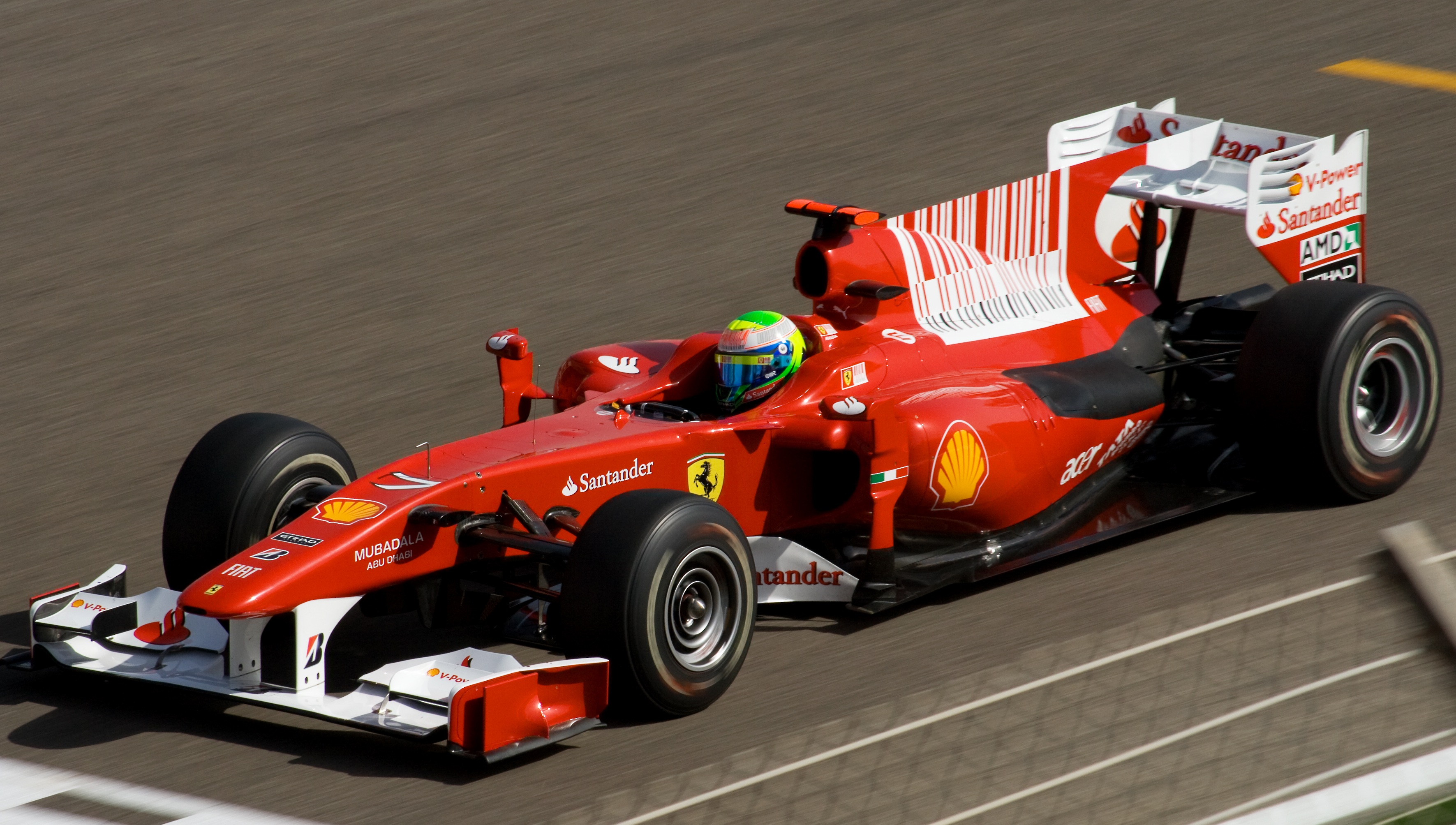
فيراري إف10 بزعنفة رأسية بين مدخل الهواء والجناح

تم استخدام أجهزة مشابهة للذيول الرأسية في سيارات مثل 1955 جاكوار دي-تايب أو 2013 لامبورغيني فينينو. في سيارات السباق، يتمثل الغرض الأساسي منها في الحد من الصدمات المفاجئة التي يسببها الانعراج بسرعة عالية والتي من شأنها أن تتسبب في انقلاب السيارات بسبب الرفع عند تعرضها لزوايا الانعراج الشديدة أثناء المنعطفات أو أثناء الدوران.  منذ عام 2011، أصبح المثبت الرأسي إلزاميًا لجميع نماذج لو مان الأولية الجديدة.
استخدمت بعض فرق الفورمولا 1 مثبتًا رأسيًا كطريقة لتعطيل تدفق الهواء إلى الجناح الخلفي لتقليل السحب، وكان النظام الأكثر جذرية هو «قناة F» الموجودة في 2010 ماكلارين MP4-25 وفيراري إف10. بناءً على طلب السائق، قام هذا النظام بتحويل الهواء من مجرى في مقدمة السيارة عبر نفق في الزعنفة الرأسية إلى الجناح الخلفي لإيقافه وتقليل السحب على المضائق التي لم تكن هناك حاجة لقوة سفلية. تم حظر النظام لموسم الفورمولا 1 2011.